# Churchill and the Generals

Churchill and the Generals est une série de la  BBC sur les relations entre Winston Churchill et les généraux alliés durant la période 1940-1945. Le scénario est de Ian Curteis avec Peter Young (Officier de l'Armée Britannique). 
Diffusée en 1979 au Royaume-Uni, la série a été diffusée le 5 mars 1981 aux États-Unis.

## Synopsis
Les relations parfois compliqués entre Winston Churchill et les généraux alliés durant la période de la Seconde Guerre mondiale....

## Fiche technique
- Réalisateur : Alan Gibson
- Scénariste : Ian Curteis
- Musique : Wilfred Josephs
- Montage : Ian McKendrick
- Création des décors : Chris Pemsel
- Société(s) de production : BBC
- Format : Couleur -  1,33:1 - 35 mm  - Son mono
- Pays d'origine : Royaume-Uni
- Genre : Série Historique
- Durée : inconnue

## Distribution
- Timothy West - Winston Churchill
- Eric Porter - Gen. Sir Alan Brooke
- Arthur Hill - Franklin D. Roosevelt
- Joseph Cotten - George C. Marshall
- Richard Dysart - Dwight D. Eisenhower
- Ian Richardson - Bernard L. Montgomery
- Patrick Allen - Claude Auchinleck
- Alexander Knox - Henry Stimson, Secretary of War
- Robert Arden - Harry Hopkins
- Paul Hardwick - Hastings Ismay
- Peter Copley - Sir John Dill
- Patrick Magee - Sir Archibald Wavell
- Terence Alexander - Sir Harold Alexander
- Lyndon Brook - King George VI
- Amanda Walker (en) - Queen Elizabeth
- Richard Easton - Anthony Eden
- Geoffrey Keen - Sir Charles_Wilson,_1st_Baron_Moran
- Bernard Archard - Edward, Lord Halifax
- Edward Jewesbury - Neville Chamberlain
- Barry Jackson - Clement Attlee
- Jacques Duby - Paul Reynaud
- André Maranne - Gen. Maurice Gamelin
- Jacques Boudet - Brig. Gen. Charles de Gaulle
- Noel Coleman - Gen. Sir Edmund Ironside
- Noel Johnson - Adm. Sir Bertram Ramsay
- Robert Raglan - Gen. Maitland Wilson